# Pierre Bastié
Pour les articles homonymes, voir Bastié.
Pierre Bastié, né le 17 septembre 1925 à Sallèles-d'Aude (Aude) et mort le 21 mai 2013 à Carcassonne (Aude), est un homme politique français.

## Biographie
En 1943, Pierre Bastié s'engage volontairement dans la Résistance et participe à la libération de la Haute vallée de l'Aude.
Pierre Bastié commence sa carrière comme instituteur à Escouloubre (Aude), avant d'être nommé à Nébias (Aude) où il fait toute sa carrière jusqu'à sa retraite. Entretemps, il devient maire de cette commune de 1959 à 1983, conseiller régional de 1981 à 1986, vice-président du conseil régional de 1983 à 1986,et conseiller général de 1974 à 2001, date à laquelle il prend sa retraite politique. Il est également sénateur de l'Aude de 1981 à 1986 en remplacement de Raymond Courrière nommé au gouvernement.
À Quillan (Aude), il crée en 1983 le premier Syndicat des Communes Forestières de France dont il est président jusqu'à sa retraite en 2001.

## Mandats
- Maire de Nébias de 1959 à 1983
- Conseiller municipal (opposition) de Quillan de 1983 à 1995
- Conseiller général du canton de Quillan de 1974 à 2001
- Sénateur de l'Aude de 1981 à 1986

## Distinctions
- Croix du combattant volontaire de la Résistance
- Commandeur de l'ordre des Palmes académiques